# Skrajna Bednarzowa Turnia
Skrajna Bednarzowa Turnia (niem. Neftzer-Turm, słow. Predná Bednárova veža, węg. Elülső-Bednarz-torony) – jedna z licznych turni w Grani Hrubego w słowackiej części Tatr Wysokich. Od Pośredniej Bednarzowej Turni oddzielona jest siodłem Pośredniej Bednarzowej Ławki, a od Zadniej Garajowej Turni oddziela ją Skrajna Bednarzowa Ławka. Na północ, do Doliny Hlińskiej opada urwiskiem z filarem ograniczonym dużymi depresjami opadającymi z przełączek po obydwu stronach turni. Filar ma wysokość około 600 m i opada między piargi Bednarzowej Zatoki i Bednarzowego Koryciska.  Ku południowemu zachodowi (zbocza Niewcyrki) z turni opada wielkie żebro o deniwelacji około 420 m. Jest pojedyncze tylko w górnej części, około 100 m poniżej grani  rozgałęzia się na dwa ramiona. W najniższej części obydwa ramiona podcięte są czołowymi ścianami. W prawej gałęzi żebra, na wysokości około 2130 m,  znajduje się Wyżnie Bednarzowe Siodło, w lewej, na wysokości około 2050 m Niżnie Bednarzowe Siodło.
Skrajnej Bednarzowej Ławce żaden z tatrologów nie poświęcił większej uwagi, wskutek czego taternicy, którzy zrobili na niej trudną i wyczerpującą drogę wspinaczkową, przypisali ją innej turni. Wskutek braku precyzyjnego opisu turnia ta była też innych pomyłek. Władysław Cywiński poświęcił jej dużo uwagi i w swoim przewodniku szczegółowo opisał jej topografię, przy okazji prostując błędy popełnione przez  poprzedników: W.H. Paryskiego i Arno Puškáša.
Skrajna Bednarzowa Turnia jest najdalej na północny zachód wysuniętą z trzech Bednarzowych Turni – pozostałymi są Zadnia Bednarzowa Turnia, Pośrednia Bednarzowa Turnia i Bednarzowa Kopka. Ich nazwy upamiętniają Wojciecha Bednarza – przewodnika zasłużonego dla poznania masywu Hrubego Wierchu, który razem z Ksawerym Gnoińskim dokonał pierwszego wejścia na Pośrednią Bednarzową Turnię. 

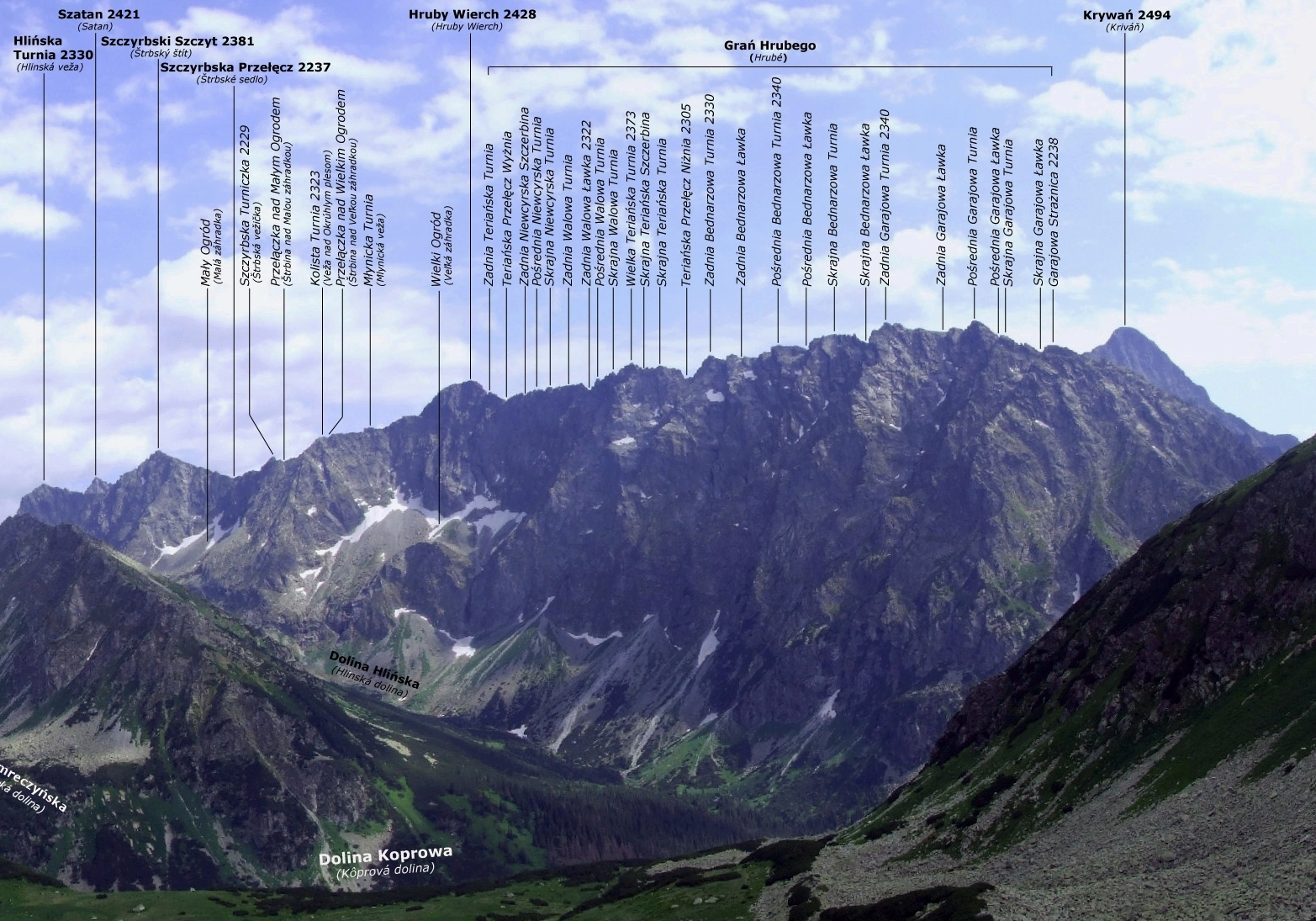
Widok z Zaworów
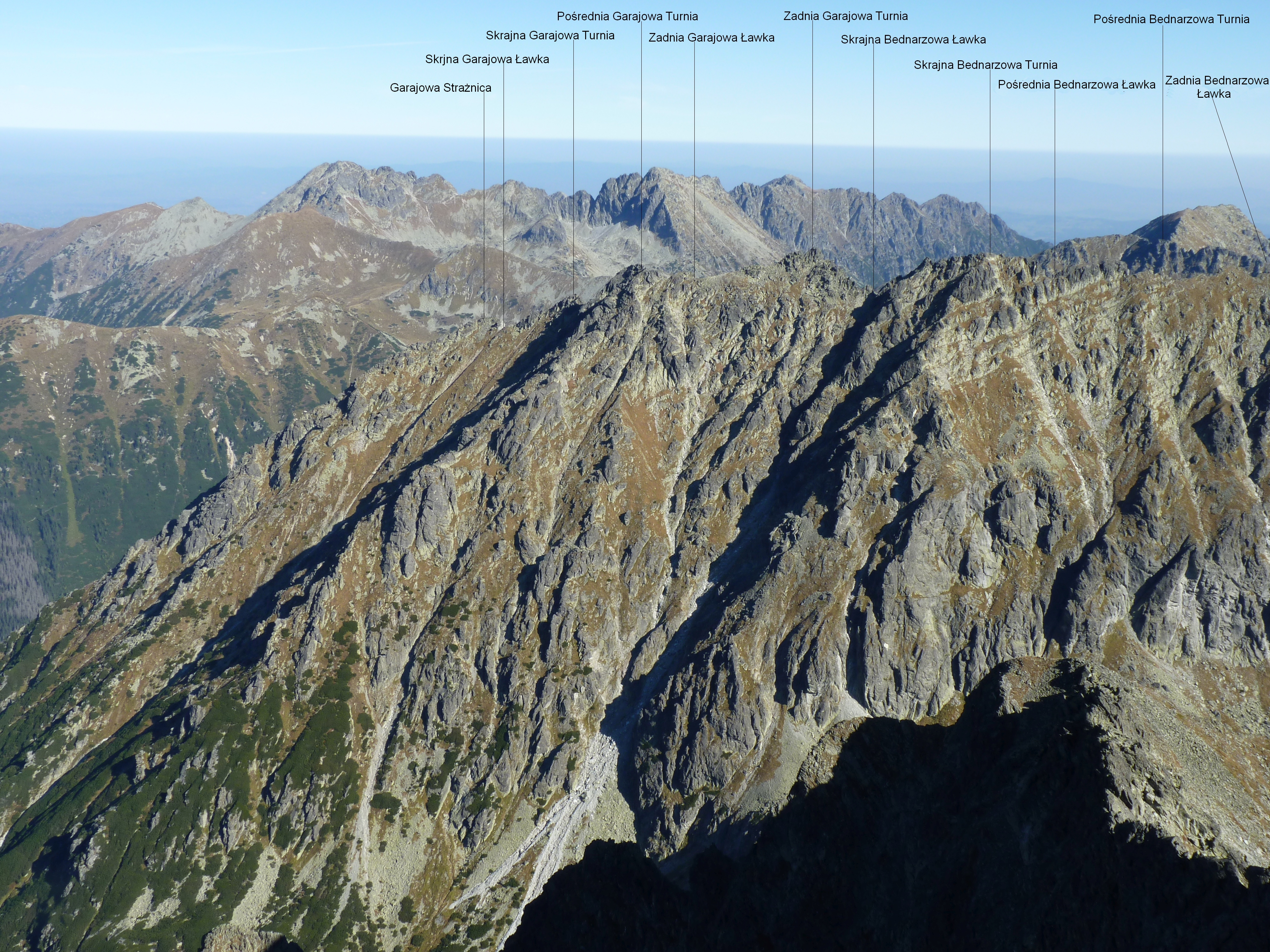
Widok z Krywania
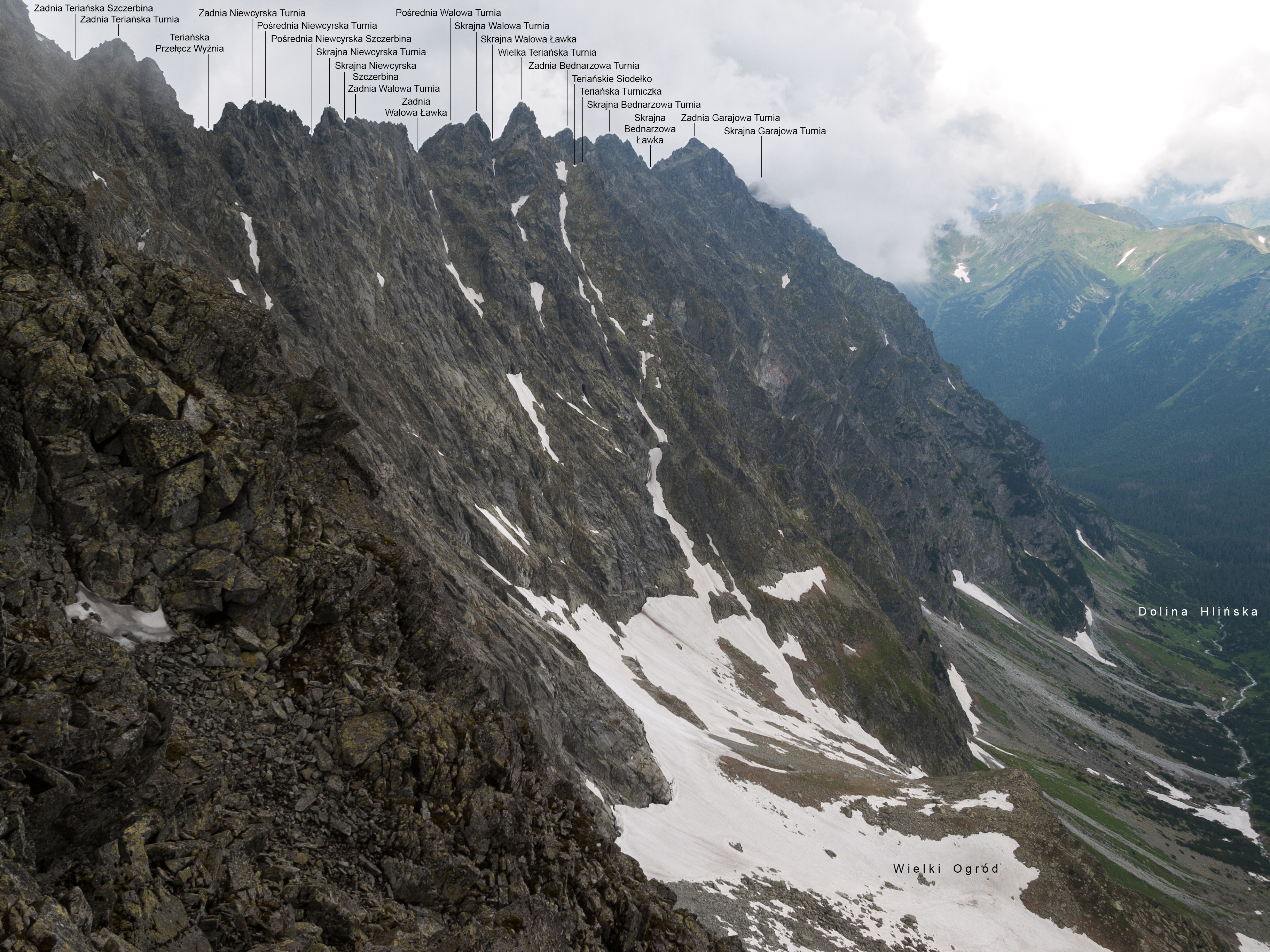
Widok z Kolistej Turni

## Taternictwo
Obecnie dozwolone jest taternikom przejście granią i wspinaczka od strony Doliny Hlińskiej. Niewcyrka jest obszarem ochrony ścisłej TANAP-u z zakazem wstępu. Drogi wspinaczkowe:
1. Północno-wschodnim filarem, przez prawą część ściany "gruszki"; dołem IV+, miejsce A1, w górze IV w skali tatrzańskiej
2. Północno-wschodnim filarem, z Doliny Hlińskiej; V+, 1 godz.[3]